# The Fray
The Fray (в переводе с англ. — «борьба», «драка», «стычка») — американская христианская рок-группа, основанная в 2002 году Джо Кингом (бэк-вокал, гитара) и Айзеком Слэйдом (вокал, пианино) в Денвере (штат Колорадо, США). Группа получила широкую известность в 2005 году после выпуска дебютного альбома «How To Save A Life», который был дважды признан платиновым ассоциаций RIAA, статус платинового альбом получил также в Австралии, Канаде, Новой Зеландии и в Великобритании. Песня «Over My Head (Cable Car)» из альбома была признана песней года в Денвере, и вошла в топ-10 хитов США, а композиция «How To Save A Life» принесла группе The Fray мировую известность. Песня вошла в тройку горячей сотни Billboard и в топ-5 песен в Австралии, Канаде, Ирландии, Италии, Испании, Швеции и Великобритании.
Второй альбом под названием «The Fray», выпущенный в 2009 году, дебютировал под номером один в журнале Billboard 200 и был сертифицирован золотым в США, Австралии и Канаде. Альбом был номинирован на премию Грэмми как лучший поп-альбом 2010 года.
Третий по счёту альбом «Scars & Stories» был выпущен в 2012 году и занял четвёртое место в Billboard 200.
В последнем, на сегодняшний день, альбоме «Helios», выпущенном в 2014 году, The Fray удалось успешно синтезировать различные жанры и при этом остаться в поп-сфере.
В марте 2022 года солист Айзек Слэйд покинул группу.

## История группы

### Основание группы и ранние годы (2002—2004)
Группа The Fray была основана друзьями детства Джо Кингом и Айзеком Слэйдом. С детства Джо и Айзек увлекались музыкой. После нескольких лет разлуки они случайно встретились в местном музыкальном магазине, вспомнили детство, спели несколько песен, подыгрывая на гитаре и фортепиано. Эта встреча стала судьбоносной, натолкнувшей ребят на решение создать группу. Идею создания группы поддержали знакомые Слэйда по его предыдущей группе — Бен Высоцки (барабанщик) и Дэйв Уэлш (гитарист), которые присоединившись к проекту, завершили формирование группы.
Все были хорошо подкованы в музыкальном плане и дружили со своими инструментами с ранних лет. Джо Кинг был пианистом с раннего возраста. Он принимал участие в местных конкурсных концертных программах в средней школе. Но позже он полностью бросил игру на пианино и выбрал вместо него гитару. 

«Все самые классные парни в моем классе играли на гитаре», — признаётся Джо, — «Я хотел быть таким же»
 Айзек начал петь, когда ему было восемь, но временные проблемы с голосом в 11 лет позволили ему открыть для себя пианино. После восстановления его вокальных способностей годом позже, он продолжил заниматься игрой на пианино и научился играть на гитаре в средней школе. Первую песню написал в 16 лет. Бен начал брать уроки игры на ударных в шестом классе, но это только после того, как ему пришлось вытерпеть уроки игры на пианино по просьбе его родителей. Дэйв вырос в семье музыкантов и освоил пианино и саксофон раньше, чем взялся за гитару — в возрасте 12-ти.

##### Название группы
В вопросе выбора названия группы квартет положился на случай, и предложили всем желающим написать будущее название группы на листе бумаги. В итоге, случайным образом было выбрано название The Fray. Члены группы заметили, что название и впрямь подходит, так как они часто ссорились о тексте своих песен, что, впрочем, не мешает им оставаться в хороших отношениях, и писать музыку, отдавая должное вкладу всех её участников коллектива.

#### Начало деятельности
Первые поклонники The Fray появились, когда группа играла впечатляющие живые концерты в своем городе. Вскоре квартет получил поддержку местной радиостанции, которая убедила управляемую слушателем компанию дать группе возможность заключить контракт на запись.
В первый год своего основания группа записала диск «Movement EP», который был выпущен малым тиражом. В этот диск вошло всего четыре песни. Творчество малоизвестной группы из Денвера заметили. В 2003 году они записали ещё один мини-альбом — «Reason EP». Парни быстро завоевали любовь местных меломанов, отменно исполняя свои песни вживую. В 2004 году группа получила звание «Лучшая молодая рок-группа» — номинация от журнала Denver’s Westword и получила частую трансляцию на двух главных рок-станциях Денвера. Демонстрационная версия «Over My Head (Cable Car)» в чарте KTCL top 30 стала самой прослушиваемой песней 2004-го года всего за 4 месяца. После этого события группа подписала контракт со студией Epic Records и выпустила свой дебютный альбом «How To Save A Life» в сентябре того же года.

«Три года назад я думал, что я открою агентство по недвижимости», — смеется соучредитель группы Джо Кинг 
Так, ещё в начале 2004-го года о The Fray знали лишь единицы, а уже в декабре того же года они легко собирали на своих выступлениях до пятисот человек. Молва о талантливых ребятах из Колорадо вышла за границы штата и накрыла всю страну.

### Дебютный альбом «How to Save a Life» (2005—2007)
Дебютный альбом группы под названием «How To Save A Life» был выпущен 13 сентября 2005 года. Жанр альбома представлял собой среднее между традиционным и альтернативным роком.

#### Over My Head (Cable Car)
Композиция «Over My Head (Cable Car)» была выпущена в качестве первого сингла альбома, и в ближайшее время попала в топ-40 хитов на Modern Rock Tracks. Песня поднялась в топ-10 в чарте Billboard Hot 100, была признана платиновой, и более миллиона раз транслировалась на MySpace.
Поводом для написания песни «Over My Head (Cable Car)» были сложные отношения Айзека со своим братом. «Over My Head (Cable Car)» вошла в топ-25 хитов в Австралии, Канаде, Дании, Ирландии, Новой Зеландии и Великобритании. Песня стала пятой самой скачиваемой в 2006-м году.

#### How To Save A Life
Вторая композиция, именем которой и был назван альбом — «How To Save A Life», — это размышления о вечной жизни, на которые Слэйда вдохновил опыт работы с зависимым от наркотиков подростком:

«Я был обеспеченным ребёнком из маленького городка когда встретил того парня. Он восстанавливался после зависимости, вызванной очень тяжелой подростковой жизнью. К счастью, он был на пути к избавлению от такой жизни, так что он мог осознанно взглянуть назад с долей объективности. Песня — это воспоминания о его медленном падении в бездну и всех отношениях, которые он потерял на этом пути»
Волей судьбы эта песня стала одной из лучших работ группы, но Слэйд не беспокоится о том, что он может устать исполнять эту песню снова и снова:

«Она для меня самая легкая, чтобы петь её каждую ночь. Я постоянно получаю письма от людей, которые видят своё отражение в ней»
Песня достигла третьего места в чарте Hot 100, вошла в пятерку лучших в Австралии, Италии и Швеции и стала первым хитом группы в Великобритании, достигнув четвёртого места в британском хит-параде. Эта композиция вызвала настолько широкий резонанс, что нашлись люди, которые основали некоммерческую организацию с таким же имением.

#### Look After You
Песня «Look After You» была выпущена в качестве третьего сингла альбома. Она достигла 59-го места на Hot 100. Речь в песне идет о тогдашней подруге и будущей жене Айзека Слэйда

#### Отзывы об альбоме
Альбом «How To Save A Life» достиг 15-го места в чарте US Billboard 200, стал трижды платиновым, был скачан по MySpace около миллиона раз. Альбом стремительно занимает верхние строчки хит-парадов и даже был удостоен двух номинаций на премию Грэмми.
В то время как альбом встретился коммерческим успехом, прием от критиков был неоднозначным. Allmusic дал альбому скромный отзыв, заявив, что The Fray «не хватило оригинальности», а самому альбому - некоторого «вдохновения и радости». Stylus Magazine дал альбому отрицательный отзыв, заявив, что The Fray являются вымирающей и эмоционально напряженной группой. Rolling Stone и Blender частично согласились с этими утверждениями, давая альбому три звезды из пяти. Однако, альбом получил признание от христианских музыкальных журналов. Jesus Freak Hideout дал альбому восторженный отзыв, заявив, что «How To Save A Life» почти идеален, и дал альбому 4,5 / 5-звездочный рейтинг. HM Журнал, посвященный христианской музыке, также дал альбому положительный отзыв — 4/5 звёзд.

#### 2006—2007 годы
В поддержку альбома The Fray начали большой тур по всему миру и выпустили концертный альбом «Live at the Electric Factory: Bootleg No. 1» в июле 2006-го года. Концерт был записан в мае 2006-го года в Филадельфии. В сентябре 2007-го года группа выпустила ещё один концертный альбом «Acoustic in Nashville: Bootleg № 2». Кроме того, группа выпустила концертный кавер Джона Леннона и Йоко Оно «Happy Xmas (War Is Over)» в качестве рождественской песни (трек дебютировал и достиг максимума на Hot 100), а также работали над своим туром в 2007 году.

### Второй альбом «The Fray» (2008—2009)
Группа закончила запись второго альбома в конце июля 2008 года. Релиз пластинки был запланирован на февраль 2009 года. Альбом был спродюсирован Аэроном Джонсоном и Майком Флинном.
Сингл «You Found Me» дебютировал 9 декабря 2009 года на VH1.com и занял 28-ю позицию в чарте Hot 100. Песня возглавила чарт Billboard Hot Adult Top 40, а также австралийский Singles Chart. Кроме того, «You Found Me» стала третьей песней группы, которая имела 2 миллиона цифровых загрузок в Соединённых Штатах, после «Over My Head (Cable Car)» и «How To Save A Life».
После успеха «You Found Me», альбом, выпущенный 3 февраля 2009 года, дебютировал под номером один в чарте Billboard 200. Было куплено 179000 копий в первую же неделю релиза.
13 февраля 2009 года, The Fray написали песню «Be One». Песня была написана за сутки по просьбе журнала Q, которому нужна была песня ко Дню святого Валентина. Демоверсия песни была выпущена во всем мире. Кроме того, группа сделала кавер на песню Kanye West — «Heartless», который попал на 79 место в Billboard Hot 100. Обе песни были включены в подарочное издание второго альбома группы.
«Never Say Never» была выпущена в качестве второго сингла альбома. Песня была «скромным хитом» в Соединённых Штатах и достигла 32-й позиции в Hot 100 и 10-й на Hot Adult Top 40, в то время как на международном уровне, она не была в состоянии «тягаться» с успехом «You Found Me». Третьему синглу альбома — «Syndicate» не удалось добиться заметного успеха даже в Соединённых Штатах.

##### Отзывы об альбоме
Rolling Stone охарактеризовали альбом как «ничего нового». Entertainment Weekly заявили, что у The Fray всё больше минорных мелодий и тоскливых темпов. Allmusic, одновременно предоставляя альбому скромно положительный отзыв, повторил многие из этих утверждений, отметив, что стиль остается практически неизменным и назвал альбом «How To Save A Life — Part 2». AbsolutePunk критиковал негативные отзывы, заявляя, что Денверский квартет выпустил очаровательнейший альбом, который был бы гораздо более похвальным, если бы не звучал так же, как и его предшественник. В Metacritic альбом имеет рейтинг 56/100 на основе 9 профессиональных обзоров, что в переводе на словесную характеристику означает: «смешанные или средние отзывы».

### Мини-альбом «Christmas EP» (2009—2010)
В 2009 году The Fray сотрудничали с Timbaland при подготовке его альбома «Shock Value II». Группа приняла участие в записи песни «Undertow», которая вошла в BillboardHot 100 под номером 100. 22 декабря 2009 года группа выпустила мини-альбом под названием «Christmas EP». Он содержал пять акустических популярных колядок.
В интервью Westword, в июне 2010 года, гитарист Дэйв Уэльс объявил, что группа в настоящее время работает над ЕР, содержащим каверы песен таких исполнителей, как Энни Леннокс, Билли Джоэл, Брюс Спрингстин и Боб Марли. При этом дата релиза озвучена не была. Возможно, что некоторые из этих работ были добавлены в подарочном издании альбома «Scars & Stories».

### Третий альбом «Scars and Stories» (2011—2012)
Третий альбом The Fray под названием «Scars & Stories», был спродюсирован Бренданом О’Брайеном, известного по своей работе с Брюс Спрингстин, Pearl Jam и Rage Against the Machine. Айзек Слейд объяснил, почему группа завербовала Брендана:

«С точки зрения звучания, мы хотим, чтобы этот альбом был как можно ближе к шоу в прямом эфире»
Что касается лирического аспекта альбома, Слэйд отмечает, что тексты имеют более агрессивный тон, по сравнению с предыдущими записями группы. Запись третьего альбома началась 21 июня 2011 года. 13 сентября, во время живого выступления в Нэшвилле, группа исполнила новые песни из готовящегося альбома.
7 июля 2012 года состоялся релиз альбома. По сравнению с «How To Save A Life» и «The Fray», в новом альбоме группа чуть утяжелила звук и взвинтила темп, но осталась такой же великолепной. Клип на песню «Run For Your Life» был представлен 13 марта 2012 года.
Как признаётся сам квартет, во время работы над пластинкой они путешествовали по миру, знакомились с людьми, наблюдали за их жизнью, общались, перенимали их радости, боли, и переплавляли всё это в песни. Было написано порядка семидесяти песен, из которых, в конечном итоге, в альбом вошли двенадцать.
Сам альбом «Scars & Stories» успел дебютировать на четвёртой позиции авторитетного американского чарта альбомов «Billboard 200», получив смешанные отзывы журналистов различных музыкальных изданий. Некоторые критики обвинили группу в том, что они создали слишком серьёзный альбом, в то время как другие, наоборот, похвалили ребят, подчеркнув их смелость и желание подвести пластинкой «Scars & Stories» своеобразный итог семи лет творчества коллектива. Интерес вызывает тот факт, что во всех рецензиях так или иначе мелькало сравнение The Fray с британцами Coldplay.

### Четвёртый альбом «Helios» (2013-2021)
После «Scars & Stories», The Fray пообещали четвёртый альбом к концу 2013 года. 4 июня 2013 года группа объявила, что была начата запись четвёртого альбома. Первый сингл альбома «Love Don’t Die» был выпущен на радио 15-го октября 2013-го года. 6-го декабря 2013-го года был представлен клип на композицию «Love Don’t Die».
Альбом под названием «Helios», был запланирован к выходу 14-го января 2014-го года, но был перенесен на 25-е февраля 2014-го года. 14-го января 2014-го года группа представила вторую песню из нового альбома — «Hurricane». 4-го июня коллектив презентовал клип на композицию «Break Your Plans»
«Helios» получил смешанные отзывы от музыкальных критиков. Кевин Кэтчпол от PopMatters дал альбому шесть из десяти, отметив, что его разочаровало то, что небольшое количество инновационных моментов появляются лишь на несколько секунд. Энди Аргиракис из СКК Magazine, оценивший альбом на три из пяти, заметил, что релиз содержит много возвышенной и созерцательной лирики, но фирменное фортепиано звучит с массой электронных ритмов, которые иногда удаются, а иногда появляются производно. Джеймс Кристофер Монгер из Allmusic дал альбому две с половиной из пяти звёзд, отметив «дискотечный» трек «Give It Away» и чистую «Killers-cloned» электро-поповую композицию «Hurricane».
Альбом занял 2-е место в US Top Rock Albums, 8-е место в чарте Billboard 200, 21-е место в ARIA Charts. В «Helios» группе удалось успешно синтезировать различные жанры и при этом остаться в поп-атмосфере.
В сентябре 2016 года The Fray выпускает трек «Singing Low», а в уже в ноябре выходит сборник «Through the Years: The Best of the Fray». Альбом состоит из девяти изданных раннее треков, а также трёх новых: «Singing Low», «Corners» и «Changing Tides». Композиция «Changing Tides» вошла в саундтрек к американскому телесериалу «Дневники вампира». «Through the Years: The Best of the Fray» занял 13 позицию в US Top Rock Albums (Billboard).

### Уход Айзека из группы (2022)
13 марта 2022 года Айзек Слэйд сообщил об уходе из группы The Fray. Он заявил, что ещё в 2016-2017 годах предупреждал ребят о том, что готовится уйти из группы.

## Музыкальный стиль
Альбом «How To Save A Life» состоит из смеси среднего темпа фортепиано, поп-роковых композиций и баллад. Во второй альбом группы вошли песни поп-рокового стиля, которые были быстрее и энергичнее предыдущих песен, а баллады были мягче баллад из первого альбома. Вокалист и пианист Айзек Слэйд обладает фальцетом и сильным американским акцентом. Его вокальный стиль на дебютном альбоме был отмечен простым и эмоциональным стилем. Во втором альбоме его вокал, сохраняя основной стиль, был сильнее, острее и агрессивнее. Тексты песен из обоих альбомов вращаются вокруг жизненных проблем и вопросов: счастье, печаль, смерть, зло, отношения и войны. Лирика носит честный и эмоциональный характер. Первые песни The Fray содержали лирику с сильными религиозными сообщениями. Однако, к тому времени, как они начали работу над своим дебютным альбомом, группа решила отказаться от полностью религиозного взгляда в песнях.

## Состав
Текущий состав
- Айзек Слэйд — вокал, пианино (2002 — настоящее время)
- Джо Кинг — гитара, бэк-вокал (2002 — настоящее время)
- Бен Высоцки — ударные (2003 — настоящее время)
- Дэйв Велш — гитара (2003 — настоящее время)

Бывшие участники
- Майк Эйерс — гитара (2002—2003)
- Дэн Баттенхаус — бас-гитара (2002—2004)
- Зак Джонсон — ударные (2002—2003)
- Калеб Слэйд — бас-гитара (2002)

Бывшие сессионные участники
- Ден Лавери — бас-гитара (2007—2009)
- Джим Стофер — бас-гитара (2005—2007)

Сессионные участники
- Джереми МакКой — бас-гитара, бэк-вокал (2009 — настоящее время)

## Дискография
Дискография The Fray состоит из четырёх студийных альбомов, трёх концертных альбомов, одного сборника, трёх мини-альбомов, двенадцати синглов и десяти музыкальных клипов.

| - 2005 — How to Save a Life - 2009 — The Fray - 2012 — Scars & Stories - 2014 — Helios - 2002 — Movement EP - 2003 — Reason EP - 2009 — Christmas EP - 2006 — Live at the Electric Factory: Bootleg No. 1 - 2007 — Acoustic in Nashville: Bootleg No. 2 - 2009 — Live from the 9:30 Club: Bootleg No. 3 - 2013 — The Fray — The Collection - 2016 — Through the Years: The Best of the Fray - 2005 — Over My Head (Cable Car) - 2006 — How to Save a Life (version 1) - 2006 — How to Save a Life (version 2) - 2007 — All at Once - 2008 — You Found Me - 2009 — Never Say Never - 2009 — Heartless - 2010 — Syndicate - 2011 — Heartbeat - 2012 — Run for Your Life - 2013 — Love Don’t Die - 2014 — Break Your Plans |